# Benzingia
Benzingia – rodzaj roślin z rodziny storczykowatych (Orchidaceae). Obejmuje 11 gatunków występujących w Ameryce Południowej w Kolumbii, Kostaryce, Ekwadorze, Panamie, Peru.

## Systematyka
Rodzaj sklasyfikowany do podplemienia Zygopetalinae w plemieniu Cymbidieae, podrodzina epidendronowe (Epidendroideae), rodzina storczykowate (Orchidaceae), rząd szparagowce (Asparagales) w obrębie roślin jednoliściennych.
Wykaz gatunków
- Benzingia caudata (Ackerman) Dressler
- Benzingia chocoensis (Uribe Vélez & Sauleda) Pupulin
- Benzingia cornuta (Garay) Dressler
- Benzingia elvirae Pupulin
- Benzingia estradae (Dodson) Dodson
- Benzingia hajekii (D.E.Benn. & Christenson) Dressler
- Benzingia hirtzii Dodson
- Benzingia jarae (D.E.Benn. & Christenson) Dressler
- Benzingia palorae (Dodson & Hirtz) Dressler
- Benzingia reichenbachiana (Schltr.) Dressler
- Benzingia thienii (Dodson) P.A.Harding